# Ducati ST 2
Die Ducati ST 2 ist ein Sporttouring-Motorrad italienischen Herstellers Ducati. Gebaut wurde die Ducati ST 2 von 1997 bis 2003, das Design stammt von Miguel Galluzzi (Cagiva Morizone). 

## Geschichte und Technik
1995 steckte Ducati in einer Finanzkrise. Die Produktionszahlen sanken von 21.000 im Jahr 1995 auf 12.500 im Jahr 1996. Ducati wurde in diesem Jahr von der US-Investmentgesellschaft TPG Capital (Texas Pacific Group) übernommen. Der Entwicklungsstand der ST 2 war zu diesem Zeitpunkt schon sehr fortgeschritten. Die ST 2 wurde 1996 in Köln erstmals vorgestellt, der Produktionsstart wurde aber auf Grund der Finanzkrise verschoben. Für TGP war es wichtig neue Marktsegmente abzudecken. Dank bereits vorhandener Technik war die Entwicklung einfach, sodass im April 1997 die Produktion der ST 2 anlief. In diesem Jahr wurden 2157 ST 2 gebaut.
Die Ducati ST 2 war das erste Tourenmotorrad von Ducati seit der Produktionseinstellung der Ducati 907 IE 1992. Von dieser stammt auch der Motor in Grundzügen, durch eine um 2 mm vergrößerte Bohrung stieg der Hubraum auf 944 cm³. Es handelt sich um einen wassergekühlten Zweizylindermotor mit zwei Ventilen pro Zylinder, die desmodromisch gesteuert werden. Die Konfiguration mit einem liegenden und einem stehenden Zylinder in V-Form wird bei Ducati als L-Motor bezeichnet.
Der Motorradrahmen bestand aus einem Gitterrohrrahmen (ALS-450), vorn wurde eine 43-mm-Teleskopgabel von Showa verwendet, die in Federvorspannung, Zug- und Druckstufendämpfung einstellbar war; der Federweg betrug 130 mm. Das Hinterrad wurde in einer Zweiarm-Stahlschwinge mit einem progressiv wirkenden Zentralfederbein mit 148 mm Federweg geführt. Der Lenkkopfwinkel betrug 66°, der Nachlauf 102 mm. Die Felgen- und Reifengröße betrug vorn 3.50 x 17, 120/70 ZR 17, und hinten 5.50 x 17, 170/60 ZR 17.

## Technische Daten
|                                                    | ST 2                                                                       |
| -------------------------------------------------- | -------------------------------------------------------------------------- |
| Baujahr                                            | 1997–2003                                                                  |
| Motorbauart                                        | Desmodue: wassergekühlter 90° V2-Motor 2 Ventile pro Zylinder, Desmodromik |
| Hubraum                                            | 944 cm³                                                                    |
| Bohrung × Hub                                      | 94 mm × 68 mm                                                              |
| Verdichtungsverhältnis                             | 10,2:1                                                                     |
| Nennleistung                                       | 61 kW (83 PS) bei 8.500/min                                                |
| max. Drehmoment                                    | 84 Nm bei 6.500/min                                                        |
| Kupplung hydraulische Mehrscheiben-Trockenkupplung |                                                                            |
| Getriebe                                           | 6-Gang-Getriebe                                                            |
| Radstand                                           | 1430 mm                                                                    |
| Trockengewicht                                     | 212 kg                                                                     |